# Trung Nghĩa, thành phố Hưng Yên
Trung Nghĩa là một xã thuộc thành phố Hưng Yên, tỉnh Hưng Yên, Việt Nam.

## Địa lý
Xã Trung Nghĩa có vị trí địa lý:
- Phía đông giáp huyện Tiên Lữ
- Phía tây giáp phường An Tảo và xã Bảo Khê
- Phía nam giáp huyện Kim Động và xã Liên Phương
- Phía bắc giáp huyện Kim Động.

Xã Trung Nghĩa có diện tích 5,59 km², dân số năm 2019 là 9.141 người, mật độ dân số đạt 1.639 người/km².

## Hành chính
Xã Trung Nghĩa được chia thành 3 thôn: Đặng Cầu, Đào Đặng, Tính Linh.

## Lịch sử
Ngày 23 tháng 9 năm 2003, Chính phủ ban hành Nghị định 108/2003/NĐ-CP về việc chuyển toàn bộ 541,12 ha diện tích tự nhiên và 8.913 nhân khẩu của xã Trung Nghĩa thuộc huyện Tiên Lữ về thị xã Hưng Yên quản lý.
Ngày 19 tháng 1 năm 2009, Thủ tướng Chính phủ ban hành Nghị định 04/NĐ-CP về việc thành lập thành phố Hưng Yên thuộc tỉnh Hưng Yên. Xã Trung Nghĩa thuộc thành phố Hưng Yên.